# Buchnera namuliensis
Buchnera namuliensis är en snyltrotsväxtart som beskrevs av Sidney Alfred Skan. Buchnera namuliensis ingår i släktet Buchnera och familjen snyltrotsväxter. Inga underarter finns listade i Catalogue of Life.